# Гельські ігри

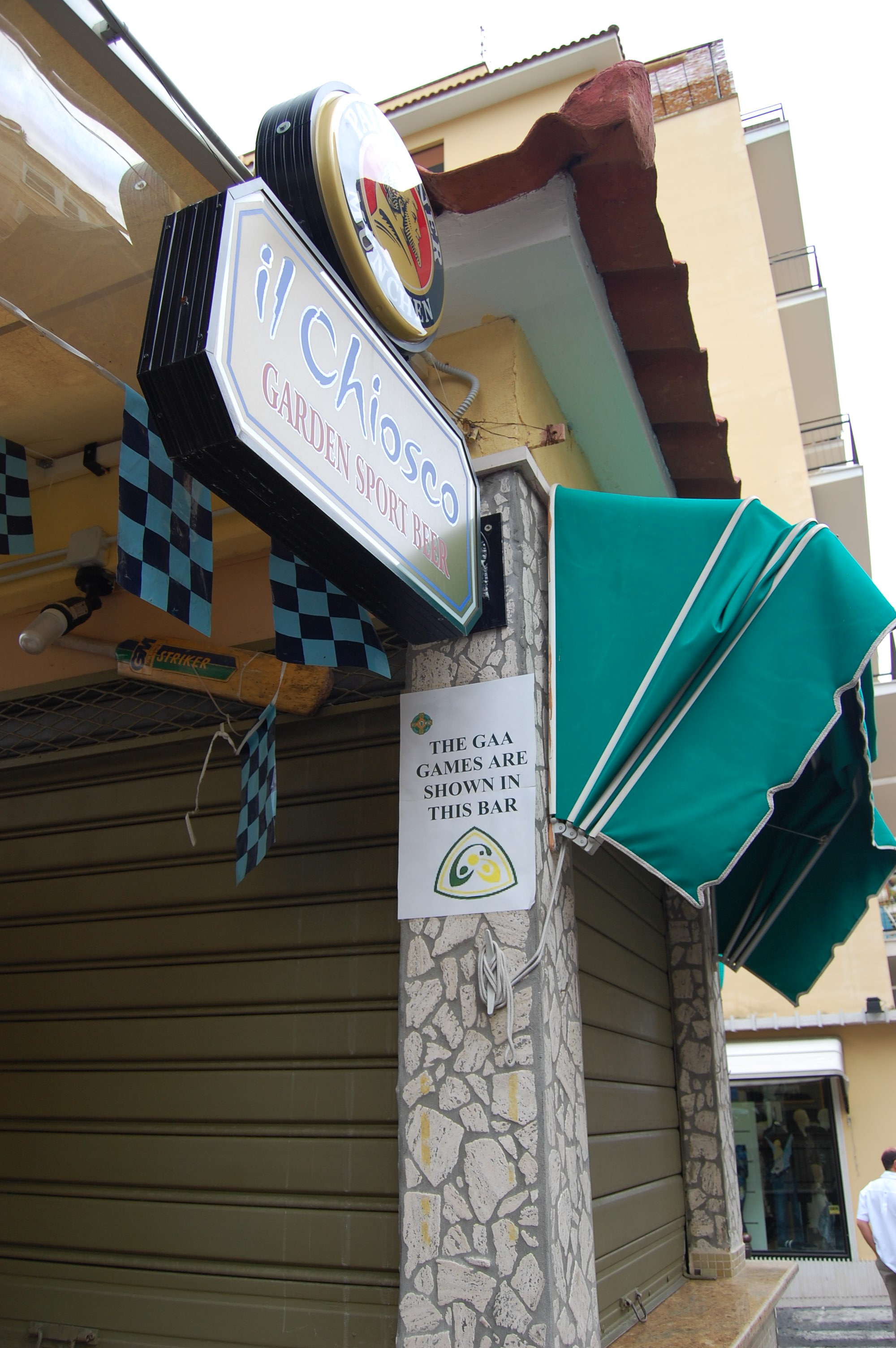
Гельські ігри присутні в усьому світі. Ця вивіска в Сорренто, Італія, рекламує, що в барі показуються гельські ігри.

Гельські ігри ( ірл. Cluichí Gaelacha ) — різновид змагань, який проводиться в Ірландії під егідою Гельської атлетичної асоціації (GAA). Вони включають гельський футбол (англ. Gaelic football), герлінг (англ. hurling), гаельський гандбол (англ. Gaelic handball) і раундерз (англ. rounders). Також грають у жіночі версії герлінгу та футболу: камогі (англ. camogie, організований Асоціацією Камогі Ірландії, і жіночий гельський футбол , організований жіночим гальським футболом. Хоча жіночі версії не організовуються GAA (за винятком гандболу, де змагання з гандболу як для чоловіків, так і для жінок організовуються гандбольною організацією GAA ), вони тісно пов'язані з нею. 
Гельські ігрові клуби існують у всьому світі.  Це найпопулярніший вид спорту в Ірландії, випереджаючи союз регбі та футбольні асоціації.  Майже мільйон людей (977 723) відвідали 45 ігор старших чемпіонатів GAA у 2017 році (збільшення на 29% у метанні та 22% у футболі порівняно з показниками 2016 року) у поєднанні з відвідуванням інших ігор чемпіонату та ліги, що принесло квитанції у розмірі 34 391 635 євро. 
Гельські ігри визначені в програмі початкової школи як такі, що вимагають «особливої уваги». 

## Гельський футбол

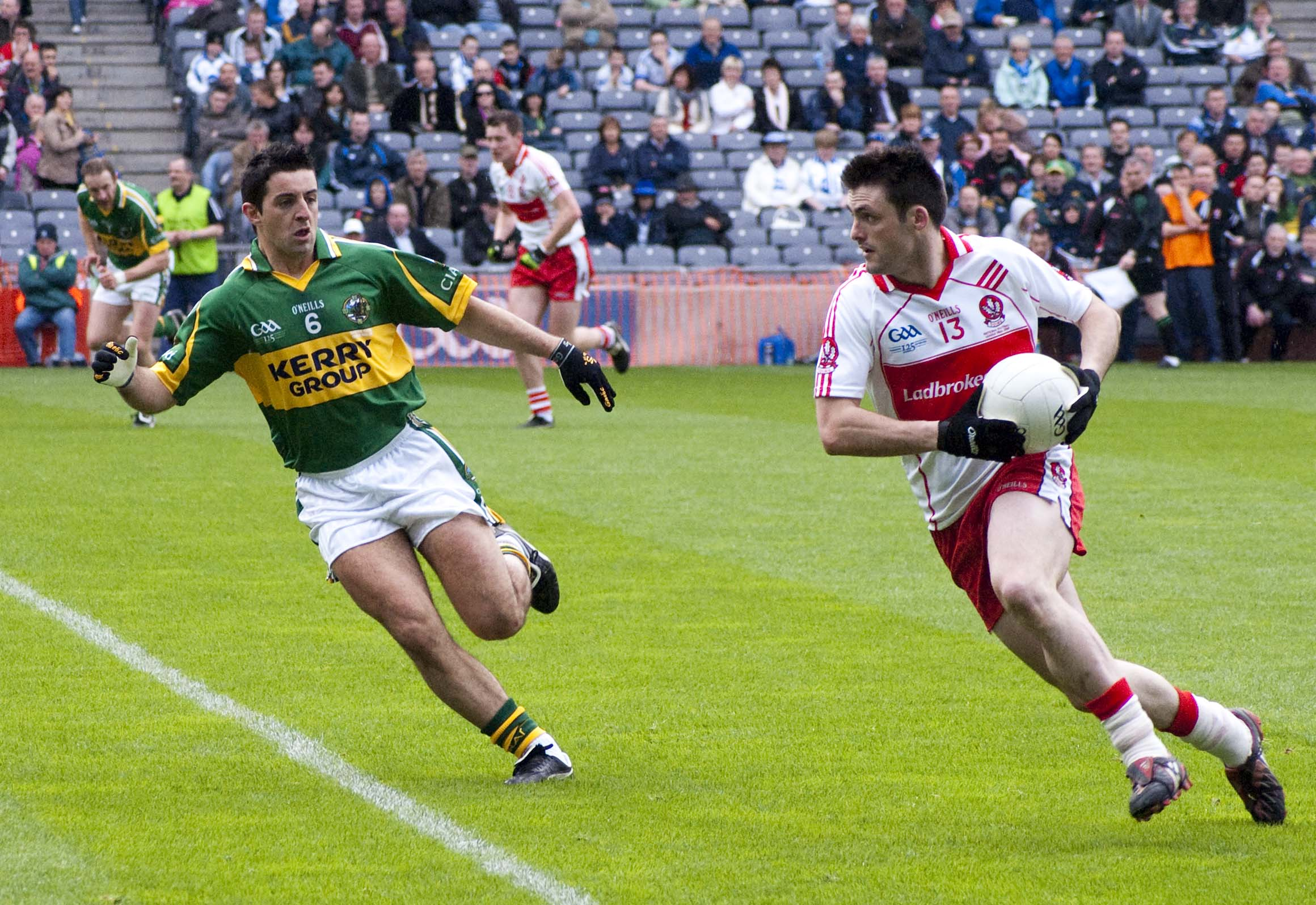
Футболісти Ейдан О'Махоні (Керрі) та Еоїн Бредлі (Деррі) під час фіналу Національної ліги 2009 року

У гельський футбол грають команди з 15 осіб на прямокутному трав'яному полі з Н-подібними воротами на кожному кінці. Основна мета полягає в тому, щоб забити, пробиваючи м’яч по воротах, що називається голом (вартістю 3 очки), або пробиваючи м’яч ногою через штангу, що відомо як очко (вартість 1 очко). Перемагає команда, яка набрала найбільшу кількість балів у кінці матчу.  Жіноча версія гри відома як жіночий гельський футбол і схожа на чоловічий з кількома незначними змінами правил.  Інші формати змагань з командами від 7 до 11 гравців проводяться в Європі,  на Близькому Сході, в Азії, Аргентині та Південній Африці, використовуючи менші футбольні або регбійні поля.

## Герлінг

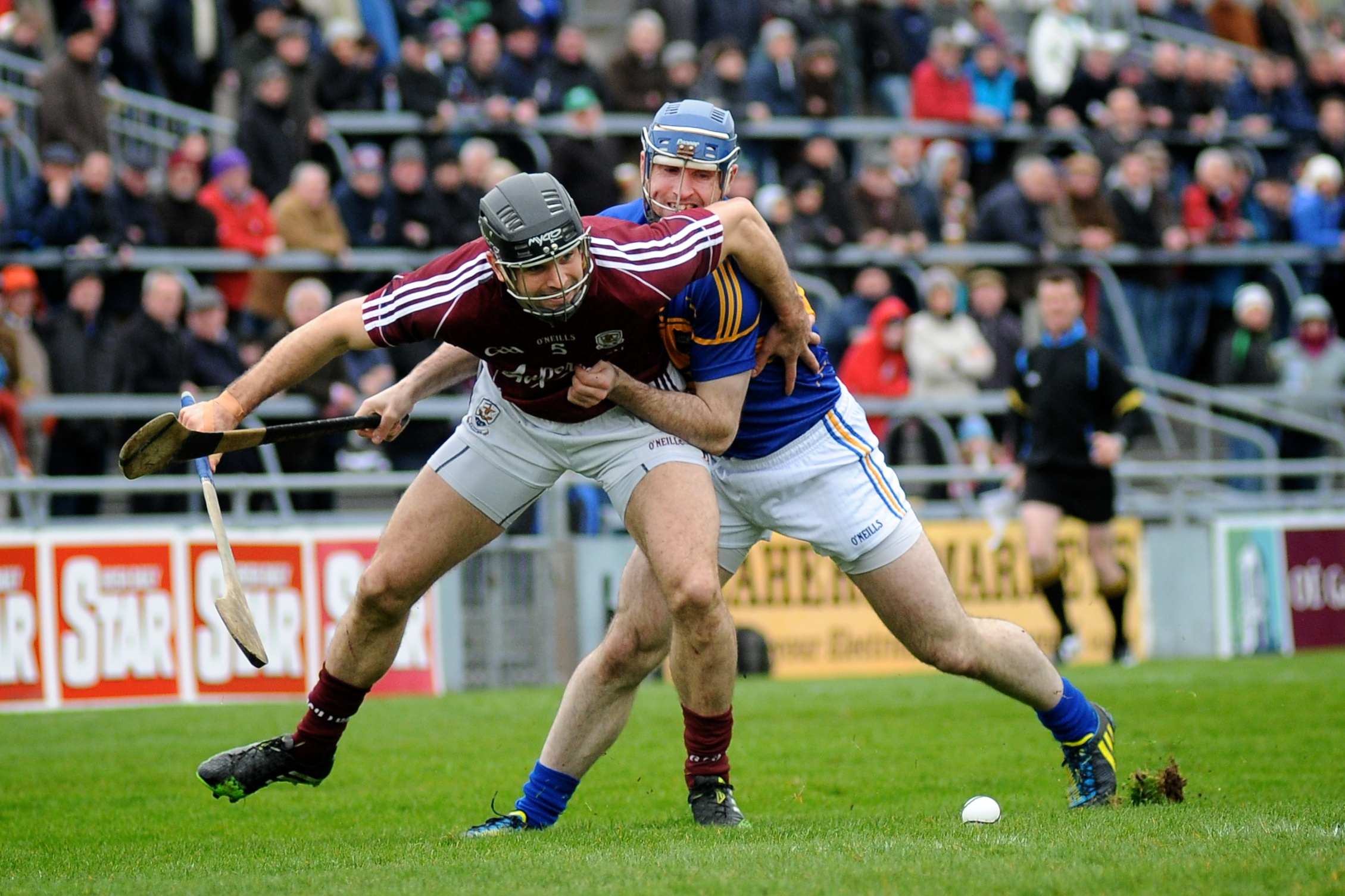
Гравці в герлінг Девід Коллінз (Голуей) та Еоїн Келлі (Тіпперері) у Національній лізі 2014 року

Герлінг — це гра з палицею та м’ячем, у яку грають команди з 15 осіб на прямокутному трав’яному полі з Н-подібними воротами на кожному кінці. Основна мета полягає в тому, щоб забити, пробиваючи м’яч по воротах або перекидаючи м’яч через перекладину, і тим самим забиваючи очко. Три очки - це еквівалент голу. Перемагає команда, яка в кінці матчу набрала найбільший бал. Їй понад три тисячі років, і кажуть, що вона є найшвидшою польовою грою у світі, яка поєднує навички лакроссу, хокею на траві та бейсболу у важкій, висококваліфікованій грі.  Жіноча версія гри відома як camogie і дуже схожа на герлінг з кількома незначними змінами правил.  Інші формати змагань з командами від 7 до 11 гравців проводяться в Європі,  на Близькому Сході, в Азії, Аргентині та Південній Африці з використанням менших футбольних або регбі-полів.

## Гельський гандбол
Гельський гандбол — це гра, в якій два гравці за допомогою рук відбивають м'яч об стіну. Гра схожа на американський гандбол . Існує чотири види гандболу: софтбол (softball) (також відомий як «60x30» або «велика алея» через розміри ігрового майданчика), 4-стіни (4-Wall) (також відомий як «40x20» або «маленька алея»), одна стіна (1-Wall) і хардбол (Hardball (також може бути відомий як «60x30»; грається на тому ж майданчику, що й софтбол). Гандбол 1-Wall є найпопулярнішою міжнародною версією гандболу, в яку грають у більш ніж 30 країнах. Керівний орган спорту, GAA Handball, наглядає та рекламує гру в Ірландії. 

## Раундерз
Раундерз — гра з битою та м’ячем, в яку грають в Ірландії; подібну версію грають у Великій Британії. Роундерз організовано підрозділом GAA, відомим як Рада Роундерз Ірландії. Це схоже на американську гру в софтбол . 

## Інші гельські ігри
Інші гельські ігри, такі як гельська легка атлетика, майже або повністю вимерли. Після заснування GAA організувала низку гальських легкоатлетичних змагань, але в 1922 році передала відповідальність Національній асоціації легкої атлетики та велосипедистів . Tailteann Games з гальською легкою атлетикою проводилися до 1932 року 

## Зовнішні посилання
- Офіційний сайт Гельської атлетичної асоціації (GAA)